# Киршенмихель
Ки́ршенмихель (нем. Kirschenmichel — «вишнёвый Михель») — традиционный немецкий горячий десерт, специалитет пфальцской, баденской и южнобаварской кухонь.
Киршенмихель часто используется для утилизации вчерашнего хлеба и представляет собой сочную запеканку из теста, замешанного из белого хлеба со сливочным маслом, молоком, яйцом и приправленного сахаром, ванилью, корицей и гвоздикой. Полученное тесто соединяют со свежей или консервированной вишней или черешней без косточек и выпекают в форме для выпечки в духовом шкафу. Киршенмихель сервируют горячим обычно с ванильным соусом и подают к послеобеденному кофе вместо пирога. Во многих семьях киршенмихель едят на обед после супа вместо второго блюда. Похожим на киршенмихель десертом является шайтерхауфен с яблоком, а в Гессене готовят «яблочного Михеля» с яблоком и лесным орехом.